# Nawaf Shukralla
Nawaf Abdulla Ghayyat Shukralla (نواف شكر الله; Al Muharraq, 13 ottobre 1976) è un arbitro di calcio bahreinita.

## Carriera
Internazionale dal 1º gennaio 2007, Nawaf Shukralla viene subito impiegato dall'AFC in tornei importanti.
Dopo aver diretto in competizioni quali la Coppa dell'AFC e la Coppa del Presidente, nel 2010 inizia ad essere stabilmente designato nell'AFC Champions League. Nel gennaio 2011 è tra gli arbitri chiamati a dirigere nella Coppa d'Asia disputatasi in Qatar. Nell'occasione il fischietto del Bahrein dirige due partite della fase a gironi.
Nell'edizione 2011 dell'AFC Champions League arriva a dirigere una delle semifinali. Nello stesso anno è convocato dalla FIFA per il Campionato mondiale di calcio Under-17 in programma in Messico. Qui dirige una partita della fase a gironi e un ottavo di finale.
Nell'aprile 2012 viene inserito dalla FIFA in una lista di 52 arbitri preselezionati per i Mondiali 2014.
Nel dicembre 2012 è selezionato dalla FIFA in vista della Coppa del mondo per club FIFA 2012, manifestazione in cui dirige la finale per il quinto posto.
Nel gennaio 2013 è tra gli arbitri selezionati dall'AFC per la Coppa delle Nazioni del Golfo 2013.
Nel giugno del 2013 è selezionato dalla FIFA per prendere parte ai Mondiali Under 20 in Turchia. Nell'occasione, è designato per due sfide della fase a gironi, e successivamente per una semifinale.
Il 9 novembre 2013 dirige, per la prima volta in carriera, la finale (di ritorno) dell'AFC Champions League 2013, disputatasi tra i cinesi del Guangzhou Evergrande e i sudcoreani del FC Seoul.
Il 15 gennaio 2014 viene selezionato ufficialmente per i Mondiali 2014 in Brasile. Nell'occasione, dirige due partite della fase a gironi: dapprima Australia-Spagna e poi Portogallo-Ghana.
Il 7 luglio 2014 termina la sua esperienza in Brasile, essendo tra gli arbitri mandati a casa a seguito del taglio effettuato dopo i quarti di finale e prima delle ultime quattro gare.
Nel dicembre 2016 è selezionato dalla FIFA in vista della Coppa del mondo per club FIFA 2016 (seconda partecipazione dopo l'esperienza del 2012), manifestazione in cui dirige la finale per il quinto posto e successivamente quella per il terzo posto.
Il 29 marzo 2018 viene selezionato ufficialmente dalla FIFA per i mondiali di Russia 2018.